# Сен-Мишель-Лабадье
Сен-Мише́ль-Лабадье́ (фр. Crespinet, окс. Sent Miquèl de l'Abadiá) — коммуна во Франции, находится в регионе Юг — Пиренеи. Департамент — Тарн. Входит в состав кантона Кармо-1 Ле-Сегала. Округ коммуны — Альби.
Код INSEE коммуны — 81264.

## География

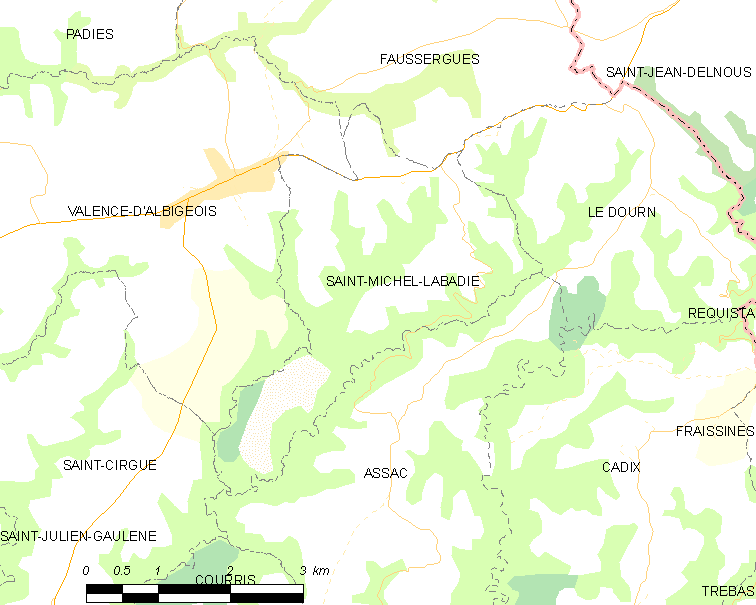
Карта коммуны

Коммуна расположена приблизительно в 540 км к югу от Парижа, в 95 км северо-восточнее Тулузы, в 25 км к востоку от Альби.

## Климат
Климат умеренно-океанический. Зима мягкая и дождливая, лето жаркое с частыми грозами. Ветры довольно редки.

## Население
Население коммуны на 2010 год составляло 83 человека.
| 1962 | 1968 | 1975 | 1982 | 1990 | 1999 | 2010 |
| ---- | ---- | ---- | ---- | ---- | ---- | ---- |
| 135  | 114  | 103  | 110  | 102  | 88   | 83   |

## Администрация
| Период | Период | Фамилия        | Партия | Примечания |
| ------ | ------ | -------------- | ------ | ---------- |
| 2001   | 2014   | Жан-Луи Бискон |        |            |
| 2014   | 2020   | Фабьен Шазот   |        |            |

## Экономика
В 2007 году среди 60 человек в трудоспособном возрасте (15—64 лет) 42 были экономически активными, 18 — неактивными (показатель активности — 70,0 %, в 1999 году было 73,1 %). Из 42 активных работали 35 человек (18 мужчин и 17 женщин), безработных было 7 (1 мужчина и 6 женщин). Среди 18 неактивных 3 человека были учениками или студентами, 9 — пенсионерами, 6 были неактивными по другим причинам.